# Рашмур
Рашмур (англ. Rushmoor) — неметрополитенский район (англ. non-metropolitan district) со статусом боро в графстве Гэмпшир (Англия). Административный центр — город Фарнборо.

## География
Район расположен в северо-восточной части графства Гэмпшир, граничит с графством Суррей.

## История
Район образован 1 апреля 1974 года в результате объединения боро Олдершот и городского района (англ. urban district) Фарнборо.

## Состав
В состав района входят 2 города:
- Олдершот
- Фарнборо